# Guðmundur Þorláksson
Guðmundur Þorláksson, född 22 april 1852 i Skagafjarðarsýsla, död 2 april 1910, var en isländsk filolog.
Guðmundur, som var bondeson, dimitterades från Reykjaviks skola 1874 och erhöll magisterkonferens i nordisk filologi vid Köpenhamns universitet 1881. Han hade redan 1877 antagits som arnamagneansk stipendiat, en befattning som han av hälsoskäl lämnade 1896, varefter han bosatte sig i Reykjavik. Han skrev Udsigt over de norsk-islandske Skjalde (1882) och ombesörjde sagoutgåvor, Íslenzkar Fornsögurs (I, 1880) och Gyðinga saga (1881).